# Phare de Matxitxako
Le phare de Matxitxako  est un phare situé sur le Cap Matxitxako à Bermeo, dans la province du Biscaye (Pays basque) en Espagne.
Il est géré par l'autorité portuaire du Bilbao.

## Histoire
Le premier phare, inauguré en 1852, a été construit sur la pointe ldu Cap Matxitxako, à une hauteur de 64 m au-dessus du niveau de la mer. Doté d'une optique rotative de 6e ordre alimentée par une lampe à huile, il émettait un éclat blanc toutes les 4 secondes. En 1861 des bâtiments supplémentaires sont construits et il devient l'un des phares les plus grands d'Espagne. En 1900, le système optique usagé est changé pour obtenir une portée de 35 milles.
Un nouveau phare a été construit à 100 m de l'ancien et mis en service en 1909, avec une portée de 30 milles. La tour octogonale est en pierre, avec galerie et lanterne, attenante au front d'une maison de gardiens de deux étages peinte en blanc. La lanterne contient une lentille de Fresnel de 1er ordre émettant un éclat blanc toutes les sept secondes visible jusqu'à 48 km. Il a été électrifié en 1937. En 1926, il a bénéficié de l'installation des l'un des premiers radiophares d'Espagne. En 1963, l'installation d'une sirène a été faite dans l'ancienne tour.
Le phare est érigé à environ 10 km au nord-ouest de Bermeo. Il est le phare espagnol le plus puissant et marque le cap le plus dangereux de la côte basque. Les gardiens assurent des visites guidées en fonction de leur disponibilité.
Identifiant : ARLHS : SPA022 ; ES-00460 - Amirauté : D1502 - NGA : 1840 .
|                |
| Cap Matxitxako |

|                        |
| Le vieux phare de 1852 |